# Parade II ~Respective Tracks of Buck-Tick~
Parade II ~Respective Tracks of Buck-Tick~ é o segundo álbum de tributo a banda japonesa de rock Buck-Tick, lançado em 4 de julho de 2012. Conta com a participação de artistas como cali≠gari, Merry, Pay money To my Pain, MUCC, entre outros.

## Recepção
Alcançou a décima sexta posição nas paradas da Oricon Albums Chart.

## Turnê
A turnê nacional de lançamento do álbum intitulada "<Tour Parade 2012>" começou em 17 de junho de 2012 e terminou em 7 de julho. Outros dois shows, em 22 e 23 de setembro, aconteceram desta vez com o Buck-Tick performando junto com os artistas participantes.

## Faixas
| N.º            | Título                                | Cover por                     | Duração |  |
| 1.             | "Romanesque"                          | Acid Black Cherry             | 4:11    |  |
| 2.             | "Just One More Kiss"                  | Breakerz                      | 3:59    |  |
| 3.             | "Misty Zone"                          | cali≠gari                     | 4:26    |  |
| 4.             | "Sid Vicious on the Beach"            | Polysics                      | 3:29    |  |
| 5.             | "Machine"                             | Kishidan                      | 4:12    |  |
| 6.             | "Aku no Hana" (悪の華)                | Merry                         | 4:58    |  |
| 7.             | "Jupiter"                             | MUCC                          | 4:18    |  |
| 8.             | "Love Letter"                         | Pay money To my Pain          | 2:27    |  |
| 9.             | "Iconoclasm"                          | D'erlanger                    | 4:39    |  |
| 10.            | "Empty Girl"                          | N'Shukugawa boys (N'夙川BOYS) | 4:22    |  |
| 11.            | "Elise no Tame ni" (エリーゼのために) | The Lowbros Remix             | 4:43    |  |
| 12.            | "Sexual XXXXX!"                       | Acid Android                  | 4:02    |  |
| 13.            | "M・A・D"                             | AA=                           | 3:55    |  |
| Duração total: | Duração total:                        | Duração total:                | 53:20   |  |

## Desempenho nas paradas
| Parada (2013)                | Posição de pico |
| ---------------------------- | --------------- |
| Japão (Oricon Singles Chart) | #16             |